# 前橋市消防局
前橋市消防局（まえばしししょうぼうきょく）は、群馬県前橋市の消防部局（消防局）。

## 沿革[1]
- 1953年（昭和28年）4月1日 前橋市消防本部が発足。
- 1957年（昭和32年）10月1日 救急業務開始。
- 1965年（昭和40年）3月1日 前橋市消防音楽隊発足。
- 1967年（昭和42年）3月1日 消防署分署開設。
- 1970年（昭和45年）2月3日 西分署開設。これに伴い消防署分署を東分署に改称。
- 1974年（昭和49年）1月17日 消防署赤坂分署開設。
- 1977年（昭和52年）3月31日 東分署城南出張所開設。
- 1978年（昭和53年）3月31日 利根出張所開設。
- 1983年（昭和58年）4月1日 北分署開設。これに伴い赤坂分署が北分署赤坂出張所に降格。
- 1986年（昭和61年)

1月21日 勢多中央広域消防本部西分署移転。
4月1日 南出張所開設。
- 1999年（平成11年）4月1日 消防本部の広域再編を目的に、消防組合を設立のうえ前橋市消防本部及び勢多中央広域消防本部を統合した前橋広域消防本部が発足する。その際旧勢多中央消防本部消防署は東消防署、同署西分署は北消防署白川出張所にそれぞれ改称。
- 2000年（平成12年)

4月1日 消防本部および中央消防署が現在の朝日町庁舎に移転。千代田出張所が新設、南出張所が分署へ昇格。
4月25日 本町一丁目の旧消防本部・中央消防署、天川大島町の旧東消防署が完全閉鎖。
- 2001年（平成13年）4月1日 機構改革に伴い全ての出張所が分署へ改称。
- 2004年（平成16年）12月5日 大胡町、宮城村、粕川村の前橋市への編入合併に伴い、消防組合を解散し、再び前橋市消防本部となる。
- 2007年（平成19年）4月1日 宮城分署が開設。
- 2008年（平成20年）4月1日 中央消防署に高度救助隊を発隊。
- 2009年（平成21年）4月1日 前橋市消防局となる。
- 2009年（平成21年）5月5日 富士見村の前橋市への編入に伴い、常備消防事務委託を廃止。
- 2011年（平成23年）3月11日 東日本大震災に緊急消防援助隊を派遣。
- 2015年（平成27年）9月7日 平成27年9月関東・東北豪雨災害を受けて茨城県常総市に緊急消防援助隊を派遣。
- 2018年（平成30年)  6月1日 前橋赤十字病院の新築移転(朝倉町)に伴い、救急ワークステーションを設置した。
- 2019年（平成31年）2月27日 南消防署城南分署が新築移転。

## 組織
- 本部 : 総務課、予防課、警防課、通信指令課
- 消防署

## 主力機械
2020年4月1日現在
- 普通消防ポンプ自動車：5[2]
- 水槽付消防ポンプ自動車：16[2]
- 梯子付消防自動車：3
- 化学消防車：1
- 指揮車：6
- 電源照明車：1
- 軽可搬車：2
- 広報車：3
- 資材輸送車：12
- 支援車：2
- 救急自動車：17
- 救助工作車：3
- 人員輸送車 : 2
- 画像伝送車：2
- 連絡車 : 3
- 査察車 : 3

## 消防署
| 消防署     | 住所                 | 分署                                                  |
| ---------- | -------------------- | ----------------------------------------------------- |
| 中央消防署 | 前橋市朝日町4-22-2   | 千代田：前橋市千代田町1-1-21 赤坂：前橋市上泉町1425-2 |
| 東消防署   | 前橋市樋越町62-1     | 宮城：前橋市馬場町896                                 |
| 西消防署   | 前橋市大渡町2-3-7    | 利根：前橋市小相木町392-1                             |
| 南消防署   | 前橋市西善町766-2    | 城南：前橋市二之宮町1320                              |
| 北消防署   | 前橋市上細井町1794-1 | 白川：前橋市富士見町小沢191-1                         |

## 出場区分
- 普通出動
  - 第一出動
一般的な火災に対応する消防部隊の運用で、常時の出動をいう。
  - 第二・三出動
第一出動では対応しがたい場合に、警防本部の状況判断又は指揮本部長の要請に基づいて消防小隊を増強する出動をいう。
- 車両火災出場
火災発生地を管轄する消防署等の消防部隊を運用する出動をいう。
- 特別出動
  - 高層火災第一出動
階数４以上の建築物が火災の場合の出動をいう。
  - 高層火災第二出動
高層第一出動では対応しがたい場合に、警防本部の状況判断又は指揮本部長の要請に基づいて消防小隊を増強する出動をいう
  - 化学火災第一出動
消防局長が指定する危険物施設以外の危険物施設が火災の場合の出動をいう。
  - 化学火災第二出動
消防局長の指定する危険物施設等が火災の場合における出動をいう。